# 18162 Denlea
18162 Denlea è un asteroide della fascia principale. Scoperto nel 2000, presenta un'orbita caratterizzata da un semiasse maggiore pari a 2,2901910 UA e da un'eccentricità di 0,0757382, inclinata di 1,31819° rispetto all'eclittica.